# Кущевка (Харьковская область)
Кущевка (укр.  Кущівка) — село,
Таволжанский сельский совет,
Двуречанский район,
Харьковская область, Украина.
Село ликвидировано.

## Географическое положение
Село Кущевка находится в 4,5 км от места впадения рек Верхняя и Нижняя Двуречная в реку Оскол, примыкает к селу Новоселовка (присоединено к селу Горобьевка) и Свистуновка (нежилое), село окружено большими лесными массивами урочище Великое и урочище Долгий Гай (сосна), рядом проходит железная дорога, в 3-х км станция Двуречная.

## История
- Село присоединено к селу Горобьевка в ? году.